# Robynsiophyton vanderystii
Robynsiophyton vanderystii är en ärtväxtart som beskrevs av Rudolf Wilczek. Robynsiophyton vanderystii ingår i släktet Robynsiophyton och familjen ärtväxter. Inga underarter finns listade i Catalogue of Life.